# Lutjanus purpureus
Lutjanus purpureus, llamado huachinango en México y pargo en América del Sur (y “red snapper” en inglés, y “vermelho” en Brasil) es una especie de peces de la familia Lutjanidae en el orden de los Perciformes. Es bastante similar a la especie Lutjanus campechanus, también dicha “huachinango” en México, que de hecho ya se ha considerado como la misma especie.

## Morfología
• Los machos pueden llegar alcanzar los 100 cm de longitud total.

## Alimentación
Come principalmente peces, gambas, cangrejos, cefalópodos y plancton.

## Hábitat
Es un pez de mar de clima tropical que vive entre 26-340 m de profundidad.

## Distribución geográfica
Se encuentra en el Caribe: desde Cuba hasta el noreste de Brasil.